# Prima Categoria 1968-1969
Nella stagione 1968-1969 la Prima Categoria era il 5º livello del calcio italiano. Il campionato è strutturato su vari gironi all'italiana su base regionale.
Nella stagione 1968-1969 solo in Piemonte, Lombardia, Liguria, Toscana, Lazio, Campania e Sardegna fu giocato il campionato di Promozione. Nelle altre regioni nella stessa stagione fu giocato il campionato di Prima Categoria.

## Campionati

### Prima Categoria
- Prima Categoria Abruzzo 1968-1969
- Prima Categoria Basilicata 1968-1969
- Prima Categoria Calabria 1968-1969
- Prima Categoria Emilia-Romagna 1968-1969
- Prima Categoria Friuli-Venezia Giulia 1968-1969
- Prima Categoria Marche 1968-1969
- Prima Categoria Puglia 1968-1969
- Prima Categoria Sardegna 1968-1969
- Prima Categoria Sicilia 1968-1969
- Prima Categoria Trentino-Alto Adige 1968-1969
- Prima Categoria Umbria 1968-1969
- Prima Categoria Veneto 1968-1969

### Promozione
- Promozione Campania 1968-1969
- Promozione Lazio 1968-1969
- Promozione Liguria 1968-1969
- Promozione Lombardia 1968-1969
- Promozione Piemonte-Valle d'Aosta 1968-1969
- Promozione Toscana 1968-1969

## Veneto

### Girone A

#### Squadre partecipanti
| Squadra                   | Città (provincia)          | Stagione precedente |
| ------------------------- | -------------------------- | ------------------- |
| A.C. Arzignano            | Arzignano (VI)             |                     |
| U.S. Audace               | San Michele Extra (VR)     |                     |
| U.S. Azzurra              | Sandrigo (VI)              |                     |
| A.S. Breganze             | Breganze (VI)              |                     |
| U.S. Cerea                | Cerea (VR)                 |                     |
| A.C. Legnago              | Legnago (VR)               |                     |
| A.C. Malcesine            | Malcesine (VR)             |                     |
| U.S. Malo                 | Malo (VI)                  |                     |
| A.S. Minerbe              | Minerbe (VR)               |                     |
| U.C. Montecchio Maggiore  | Montecchio Maggiore (VI)   |                     |
| A.C. Pescantina           | Pescantina (VR)            |                     |
| A.S. Peschiera            | Peschiera del Garda (VR)   |                     |
| A.C. Sambonifacese        | San Bonifacio (VR)         |                     |
| U.S. Soave                | Soave (VR)                 |                     |
| A.C. Thiene               | Thiene (VI)                |                     |
| A.C. Villafranca Veronese | Villafranca di Verona (VR) |                     |

#### Classifica finale
|  | Pos. | Squadra              | Pt | G  | V  | N  | P  | GF | GS | DR  |
|  | ---- | -------------------- | -- | -- | -- | -- | -- | -- | -- | --- |
|  | 1.   | Malo                 | 46 | 30 | 20 | 6  | 4  | 69 | 29 | +40 |
|  | 2.   | Cerea                | 40 | 30 | 16 | 8  | 6  | 56 | 24 | +32 |
|  | 3.   | Legnago              | 39 | 30 | 14 | 11 | 5  | 45 | 26 | +19 |
|  | 4.   | Audace SME           | 37 | 30 | 11 | 15 | 4  | 42 | 24 | +18 |
|  | 5.   | Arzignano            | 34 | 30 | 13 | 8  | 9  | 40 | 35 | +5  |
|  | 6.   | Villafranca Veronese | 32 | 30 | 11 | 10 | 9  | 40 | 38 | +2  |
|  | 7.   | Sambonifacese        | 31 | 30 | 9  | 13 | 8  | 29 | 35 | -6  |
|  | 8.   | Pescantina           | 29 | 30 | 9  | 11 | 10 | 29 | 38 | -9  |
|  | 8.   | Minerbe              | 29 | 30 | 11 | 7  | 12 | 42 | 21 | +21 |
|  | 8.   | Montecchio           | 29 | 30 | 10 | 9  | 11 | 31 | 34 | -3  |
|  | 11.  | Azzurra Sandrigo     | 27 | 30 | 7  | 13 | 10 | 29 | 34 | -5  |
|  | 11.  | Peschiera            | 27 | 30 | 7  | 13 | 10 | 25 | 35 | -10 |
|  | 13.  | Breganze             | 26 | 30 | 8  | 10 | 12 | 31 | 40 | -9  |
|  | 14.  | Malcesine            | 20 | 30 | 7  | 6  | 17 | 20 | 53 | -33 |
|  | 15.  | Thiene               | 18 | 30 | 3  | 12 | 15 | 24 | 44 | -20 |
|  | 16.  | Soave                | 16 | 30 | 4  | 8  | 18 | 30 | 55 | -25 |

Legenda:
      Ammesso alle finali regionali.
      Retrocesso in Seconda Categoria 1969-1970.
Regolamento:
Due punti a vittoria, uno a pareggio, zero a sconfitta.
Pari merito in caso di pari punti.
Differenza reti in caso di pari merito in zona retrocessione per decidere la squadra retrocedenda.

### Girone B

#### Squadre partecipanti
| Squadra                     | Città (provincia)        | Stagione precedente |
| --------------------------- | ------------------------ | ------------------- |
| A.C. Abano                  | Abano Terme (PD)         |                     |
| U.S. Adriese                | Adria (RO)               |                     |
| U.S. Angarano               | Bassano del Grappa (VI)  |                     |
| A.S. Arianese               | Ariano nel Polesine (RO) |                     |
| A.C. Bassano Virtus         | Bassano del Grappa (VI)  |                     |
| A.C. Camponogarese          | Camponogara (VE)         |                     |
| U.S. Calvi Noale            | Noale (VE)               |                     |
| A.C. Cavarzere              | Cavarzere (VE)           |                     |
| A.C. Contarina              | Contarina (RO)           |                     |
| F.C. Dolo                   | Dolo (VE)                |                     |
| A.C. Fiesso d’Artico        | Fiesso d'Artico (VE)     |                     |
| G.S. Galileo A.C. Battaglia | Battaglia Terme (PD)     |                     |
| U.S. Marosticense           | Marostica (VI)           |                     |
| G.S. Mira                   | Mira (VE)                |                     |
| A.C. Rosà                   | Rosà (VI)                |                     |
| U.S. Tagliolese             | Taglio di Po (RO)        |                     |

#### Classifica finale
|  | Pos. | Squadra           | Pt | G  | V  | N  | P  | GF | GS | DR  |
|  | ---- | ----------------- | -- | -- | -- | -- | -- | -- | -- | --- |
|  | 1.   | Arianese          | 42 | 30 | 16 | 10 | 4  | 36 | 23 | +13 |
|  | 2.   | Bassano Virtus    | 41 | 30 | 16 | 9  | 5  | 38 | 18 | +20 |
|  | 3.   | Adriese           | 40 | 30 | 12 | 16 | 2  | 44 | 20 | +24 |
|  | 4.   | Dolo              | 38 | 30 | 13 | 12 | 5  | 31 | 19 | +12 |
|  | 5.   | Tagliolese        | 35 | 30 | 11 | 13 | 6  | 33 | 25 | +8  |
|  | 6.   | Abano             | 32 | 30 | 10 | 12 | 8  | 37 | 26 | +11 |
|  | 7.   | Contarina         | 31 | 30 | 9  | 13 | 8  | 28 | 26 | +2  |
|  | 8.   | Fiesso d'Artico   | 30 | 30 | 9  | 12 | 9  | 40 | 32 | +8  |
|  | 9.   | Cavarzere         | 28 | 30 | 8  | 12 | 10 | 25 | 24 | +1  |
|  | 9.   | Calvi Noale       | 28 | 30 | 8  | 12 | 10 | 30 | 32 | -2  |
|  | 11.  | Galileo Battaglia | 26 | 30 | 7  | 12 | 11 | 23 | 31 | -8  |
|  | 11.  | Camponogarese     | 26 | 30 | 6  | 14 | 10 | 20 | 26 | -6  |
|  | 13.  | Mira              | 25 | 30 | 8  | 9  | 13 | 29 | 39 | -10 |
|  | 14.  | Rosà              | 23 | 30 | 7  | 9  | 14 | 25 | 46 | -21 |
|  | 15.  | Marosticense      | 22 | 30 | 5  | 12 | 13 | 21 | 34 | -13 |
|  | 16.  | Angarano (-3)     | 10 | 30 | 3  | 7  | 20 | 14 | 53 | -39 |

Legenda:
      Ammesso alle finali regionali.
  Retrocesso e in seguito riammesso.
      Retrocesso in Seconda Categoria 1969-1970.
Regolamento:
Due punti a vittoria, uno a pareggio, zero a sconfitta.
Pari merito in caso di pari punti.
Differenza reti in caso di pari merito in zona retrocessione per decidere la squadra retrocedenda.
Note:
Angarano ha scontato 3 punti di penalizzazione in classifica per tre rinunce.

### Girone C

#### Squadre partecipanti
| Squadra             | Città (provincia)          | Stagione precedente |
| ------------------- | -------------------------- | ------------------- |
| Annonese F.C.       | Annone Veneto (VE)         |                     |
| A.C. Caorle         | Caorle (VE)                |                     |
| A.C. Crocetta 1920  | Crocetta del Montello (TV) |                     |
| U.S. Eraclea        | Eraclea (VE)               |                     |
| U.S. Feltrese       | Feltre (BL)                |                     |
| A.C. Julia          | Concordia Sagittaria (VE)  |                     |
| S.S. Libertas       | Ceggia (VE)                |                     |
| A.C. Liventina      | Motta di Livenza (TV)      |                     |
| U.S. Miranese       | Mirano (VE)                |                     |
| A.C. Montebelluna   | Montebelluna (TV)          |                     |
| A.C. Olimpia        | Cittadella (PD)            |                     |
| U.S. Opitergina     | Oderzo (TV)                |                     |
| A.C. Pro Mogliano   | Mogliano Veneto (TV)       |                     |
| A.C. San Stino      | San Stino di Livenza (VE)  |                     |
| U.S. Sile Lucatello | Quarto d'Altino (VE)       |                     |
| U.S. Silea          | Silea (TV)                 |                     |

#### Classifica finale
|  | Pos. | Squadra            | Pt | G  | V  | N  | P  | GF | GS | DR  |
|  | ---- | ------------------ | -- | -- | -- | -- | -- | -- | -- | --- |
|  | 1.   | Montebelluna       | 46 | 30 | 20 | 5  | 5  | 47 | 13 | 34  |
|  | 2.   | Crocetta 1920      | 36 | 30 | 11 | 14 | 5  | 33 | 23 | 10  |
|  | 3.   | Caorle             | 33 | 30 | 12 | 9  | 9  | 31 | 26 | 5   |
|  | 4.   | Sile Lucatello     | 32 | 30 | 11 | 10 | 9  | 34 | 37 | -3  |
|  | 5.   | Libertas Ceggia    | 31 | 30 | 11 | 9  | 10 | 39 | 37 | 2   |
|  | 6.   | Olimpia Cittadella | 30 | 30 | 11 | 8  | 11 | 30 | 35 | -5  |
|  | 7.   | Feltrese           | 29 | 30 | 9  | 11 | 10 | 37 | 34 | 3   |
|  | 7.   | Miranese           | 29 | 30 | 10 | 9  | 11 | 24 | 26 | -2  |
|  | 9.   | Pro Mogliano       | 28 | 30 | 10 | 8  | 12 | 29 | 25 | 4   |
|  | 9.   | Silea              | 28 | 30 | 6  | 16 | 8  | 23 | 29 | -6  |
|  | 9.   | Julia              | 28 | 30 | 6  | 16 | 8  | 17 | 22 | -5  |
|  | 12.  | Eraclea            | 27 | 30 | 10 | 7  | 13 | 30 | 33 | -3  |
|  | 12.  | San Stino          | 27 | 30 | 8  | 11 | 11 | 23 | 30 | -7  |
|  | 14.  | Opitergina         | 26 | 30 | 8  | 10 | 12 | 24 | 33 | -9  |
|  | 14.  | Liventina          | 26 | 30 | 8  | 10 | 12 | 24 | 33 | -9  |
|  | 16.  | Annonese           | 24 | 30 | 6  | 12 | 12 | 28 | 45 | -17 |

Legenda:
      Ammesso alle finali regionali.
  Retrocesso e in seguito riammesso.
      Retrocesso in Seconda Categoria 1969-1970.
Regolamento:
Due punti a vittoria, uno a pareggio, zero a sconfitta.
Pari merito in caso di pari punti.
Differenza reti in caso di pari merito in zona retrocessione per decidere la squadra retrocedenda.
Note:
Differenza reti applicata per pari merito tra Opitergina e Liventina.

### Finali regionali
|              | Risultati |              | Luogo e data                  |
| ------------ | --------- | ------------ | ----------------------------- |
| Montebelluna | 0 - 0     | Malo         | Bassano del Grappa, ???? 1969 |
| Arianese     | 0 - 2     | Montebelluna | Mestre, ???? 1969             |
| Malo         | 4 - 1     | Arianese     | Fiesso d'Artico, ???? 1969    |
|              |           |              |                               |

### Classifica finale
|  | Pos. | Squadra      | Pt | G | V | N | P | GF | GS | DR |
|  | ---- | ------------ | -- | - | - | - | - | -- | -- | -- |
|  | 1.   | Malo         | 3  | 2 | 1 | 1 | 0 | 4  | 1  | +3 |
|  | 2.   | Montebelluna | 3  | 2 | 1 | 1 | 0 | 2  | 0  | +2 |
|  | 3.   | Arianese     | 0  | 2 | 0 | 0 | 2 | 1  | 6  | -5 |

Legenda:
      Promosso in Serie D 1969-1970.
Regolamento:
Due punti a vittoria, uno a pareggio, zero a sconfitta.

### Spareggio per il 1º posto
|      | Risultati |              | Luogo e data      |
| ---- | --------- | ------------ | ----------------- |
| Malo | 1 - 0     | Montebelluna | Mestre, ???? 1969 |
|      |           |              |                   |

## Trentino-Alto Adige

### Girone unico

#### Squadre partecipanti
| Squadra               | Città (provincia)          | Stagione precedente |
| --------------------- | -------------------------- | ------------------- |
| U.S. Anaune           | Cles (TN)                  |                     |
| U.S. Aquila           | Trento                     |                     |
| S.S. Benacense        | Riva del Garda (TN)        |                     |
| F.C. Bressanone       | Bressanone (BZ)            |                     |
| U.S. Gardolo          | Gardolo (TN)               |                     |
| U.S. Garibaldina      | San Michele all'Adige (TN) |                     |
| G.S. Lancia           | Bolzano                    |                     |
| U.S. Mori             | Mori (TN)                  |                     |
| S.S. Olivo            | Arco (TN)                  |                     |
| U.S. Oltrisarco       | Bolzano                    |                     |
| U.S. Rinascita        | Levico Terme (TN)          |                     |
| U.S. Rotaliana        | Mezzolombardo (TN)         |                     |
| S.S. Settaurense      | Storo (TN)                 |                     |
| U.S. Stadium Pergine  | Pergine Valsugana (TN)     |                     |
| U.S. Tione            | Tione di Trento (TN)       |                     |
| A.S. Virtus Don Bosco | Bolzano                    |                     |

#### Classifica finale
|  | Pos. | Squadra          | Pt | G  | V  | N  | P  | GF | GS | DR  |
|  | ---- | ---------------- | -- | -- | -- | -- | -- | -- | -- | --- |
|  | 1.   | Olivo            | 55 | 30 | 26 | 3  | 1  | 87 | 11 | +76 |
|  | 2.   | Mori             | 46 | 30 | 17 | 12 | 1  | 57 | 13 | +44 |
|  | 3.   | Benacense 1905   | 42 | 30 | 17 | 8  | 5  | 61 | 32 | +29 |
|  | 4.   | Tione            | 34 | 30 | 16 | 2  | 12 | 37 | 29 | +8  |
|  | 5.   | Oltrisarco       | 34 | 30 | 12 | 10 | 8  | 47 | 30 | +17 |
|  | 6.   | Rinascita        | 30 | 30 | 10 | 10 | 10 | 35 | 33 | +2  |
|  | 7.   | Gardolo          | 30 | 30 | 8  | 14 | 8  | 30 | 37 | -7  |
|  | 8.   | Lancia           | 30 | 30 | 8  | 14 | 8  | 28 | 29 | -1  |
|  | 9.   | Bressanone       | 27 | 30 | 10 | 7  | 13 | 34 | 42 | -8  |
|  | 10.  | Anaune           | 27 | 30 | 7  | 13 | 10 | 32 | 45 | -13 |
|  | 11.  | Rotaliana        | 25 | 30 | 7  | 11 | 12 | 24 | 30 | -6  |
|  | 12.  | Stadium Pergine  | 24 | 29 | 8  | 8  | 13 | 28 | 46 | -18 |
|  | 13.  | Garibaldina      | 21 | 30 | 6  | 9  | 15 | 26 | 48 | -22 |
|  | 14.  | Aquila Trento    | 19 | 29 | 5  | 9  | 15 | 29 | 62 | -33 |
|  | 15.  | Settaurense      | 18 | 30 | 5  | 8  | 17 | 29 | 69 | -40 |
|  | 16.  | Virtus Don Bosco | 16 | 30 | 4  | 8  | 18 | 19 | 47 | -28 |

Legenda:
      Promosso in Serie D 1969-1970.
      Retrocesso in Seconda Categoria 1969-1970.
Regolamento:
Due punti a vittoria, uno a pareggio, zero a sconfitta.
Pari merito in caso di pari punti.
Differenza reti in caso di pari merito in zona retrocessione per decidere la squadra retrocedenda.
Nessuna retrocessione per ristrutturazione dei campionati.
Note:
Stadium ISI-Aquila TN: partita data persa ad entrambe le squadre.

## Emilia-Romagna

### Girone A

#### Squadre partecipanti
| Squadra                     | Città (provincia)             | Stagione precedente |
| --------------------------- | ----------------------------- | ------------------- |
| U.S. Alfonsinese            | Alfonsine (RA)                |                     |
| Pol. Argentana              | Argenta (FE)                  |                     |
| F.C. Biemme Granarolo       | Granarolo dell'Emilia (BO)    |                     |
| S.C. Castel San Pietro      | Castel San Pietro Terme (BO)  |                     |
| F.C. Cattolica              | Cattolica (FO)                |                     |
| U.S. Cesenatico             | Cesenatico (FO)               |                     |
| Pol. Edera Forlì            | Forlì                         |                     |
| A.C. Forlimpopoli           | Forlimpopoli (FO)             |                     |
| U.S. Misano                 | Misano Adriatico (FO)         |                     |
| Pol. Morciano Calcio        | Morciano di Romagna (FO)      |                     |
| S.S. Sampierana             | San Piero in Bagno (FO)       |                     |
| A.C. San Lazzaro            | San Lazzaro di Savena (BO)    |                     |
| A.C. Santagatese            | Sant'Agata sul Santerno (RA)  |                     |
| A.S. Santarcangiolese       | Santarcangelo di Romagna (FO) |                     |
| S.S. Serenissima San Marino | San Marino (RSM)              |                     |
| U.S. Russi                  | Russi (RA)                    |                     |

#### Classifica finale
|  | Pos. | Squadra           | Pt | G  | V  | N  | P  | GF | GS | DR  |
|  | ---- | ----------------- | -- | -- | -- | -- | -- | -- | -- | --- |
|  | 1.   | Cesenatico        | 41 | 30 | 15 | 11 | 4  | 39 | 16 | +23 |
|  | 2.   | Sampierana        | 40 | 30 | 17 | 6  | 7  | 42 | 18 | +24 |
|  | 3.   | Castel San Pietro | 40 | 30 | 18 | 4  | 8  | 44 | 23 | +21 |
|  | 4.   | Argentana         | 37 | 30 | 13 | 11 | 6  | 36 | 20 | +16 |
|  | 5.   | Serenissima       | 34 | 30 | 11 | 12 | 7  | 22 | 17 | +5  |
|  | 6.   | Biemme Granarolo  | 32 | 30 | 11 | 10 | 9  | 32 | 29 | +3  |
|  | 7.   | Morciano Calcio   | 31 | 30 | 7  | 17 | 6  | 37 | 32 | +5  |
|  | 8.   | Cattolica         | 30 | 30 | 8  | 14 | 8  | 29 | 23 | +6  |
|  | 9.   | Santagatese       | 30 | 30 | 11 | 8  | 11 | 36 | 36 | 0   |
|  | 10.  | Santarcangiolese  | 30 | 30 | 11 | 8  | 11 | 31 | 32 | -1  |
|  | 11.  | Misano            | 30 | 30 | 11 | 8  | 11 | 24 | 31 | -7  |
|  | 12.  | Edera Forlì       | 29 | 30 | 9  | 11 | 10 | 33 | 35 | -2  |
|  | 13.  | San Lazzaro       | 28 | 30 | 9  | 10 | 11 | 29 | 29 | 0   |
|  | 14.  | Russi             | 21 | 30 | 7  | 7  | 16 | 24 | 47 | -23 |
|  | 15.  | Forlimpopoli      | 18 | 30 | 3  | 12 | 15 | 19 | 43 | -24 |
|  | 16.  | Alfonsinese       | 9  | 30 | 0  | 9  | 21 | 8  | 54 | -46 |

Legenda:
      Promosso in Serie D 1969-1970.
      Retrocesso in Seconda Categoria 1969-1970.
Regolamento:
Due punti a vittoria, uno a pareggio, zero a sconfitta.
Pari merito in caso di pari punti.
Differenza reti in caso di pari merito in zona retrocessione per decidere la squadra retrocedenda.

### Girone B

#### Aggiornamenti
L'A.C. Parmense si iscrive rilevando il titolo sportivo del C.R.A.L. G.S. Salvarani Golese (fusione).

#### Squadre partecipanti
| Squadra              | Città (provincia)            | Stagione precedente                     |
| -------------------- | ---------------------------- | --------------------------------------- |
| G.S. Busseto         | Busseto (PR)                 |                                         |
| S.S. Casalecchio     | Casalecchio di Reno (BO)     |                                         |
| F.B.C. Concordia     | Concordia sulla Secchia (MO) |                                         |
| Pol. Crevalcorese    | Crevalcore (BO)              |                                         |
| U.S. Fabbrico        | Fabbrico (RE)                |                                         |
| A.S. Fidenza         | Fidenza (PR)                 |                                         |
| A.S. Guastalla       | Guastalla (RE)               |                                         |
| A.C. Olympic Vignola | Vignola (MO)                 |                                         |
| A.C. Panigal         | Bologna-Borgo Panigale       |                                         |
| A.C. Parmense        | Parma                        | 2º nel girone B come "Salvarani Golese" |
| U.P. Pro Patria      | San Felice sul Panaro (MO)   |                                         |
| U.S. Sanmartinese    | San Martino in Rio (RE)      |                                         |
| S.S. Sustinente      | Sustinente (MN)              |                                         |
| S.C. Suzzarese       | Suzzara (MN)                 |                                         |
| A.S. Valtarese       | Borgo Val di Taro (PR)       |                                         |
| G.S. Vibor Luzzarese | Luzzara (RE)                 |                                         |

#### Classifica finale
|  | Pos. | Squadra         | Pt | G  | V  | N  | P  | GF | GS | DR  |
|  | ---- | --------------- | -- | -- | -- | -- | -- | -- | -- | --- |
|  | 1.   | Parmense        | 48 | 30 | 19 | 10 | 1  | 52 | 17 | +35 |
|  | 2.   | Suzzarese       | 44 | 30 | 16 | 12 | 2  | 38 | 12 | +26 |
|  | 3.   | Guastalla       | 38 | 30 | 14 | 10 | 6  | 36 | 20 | +16 |
|  | 4.   | Olympic Vignola | 33 | 30 | 12 | 9  | 9  | 31 | 18 | +13 |
|  | 5.   | Crevalcorese    | 32 | 30 | 9  | 14 | 7  | 27 | 23 | +4  |
|  | 6.   | Panigale        | 31 | 30 | 10 | 11 | 9  | 25 | 34 | -9  |
|  | 7.   | Casalecchio     | 30 | 30 | 10 | 10 | 10 | 26 | 31 | -5  |
|  | 8.   | Fabbrico        | 30 | 30 | 10 | 10 | 10 | 18 | 23 | -5  |
|  | 9.   | Vibor Luzzarese | 29 | 30 | 8  | 13 | 9  | 24 | 25 | -1  |
|  | 10.  | Valtarese       | 29 | 30 | 7  | 15 | 8  | 30 | 36 | -6  |
|  | 11.  | Sustinente      | 27 | 30 | 9  | 9  | 12 | 30 | 33 | -3  |
|  | 12.  | Busseto         | 26 | 30 | 9  | 8  | 13 | 24 | 31 | -7  |
|  | 13.  | Pro Patria      | 25 | 30 | 6  | 13 | 11 | 26 | 30 | -4  |
|  | 14.  | Fidenza         | 23 | 30 | 7  | 9  | 14 | 27 | 31 | -4  |
|  | 15.  | Concordia       | 21 | 30 | 5  | 11 | 14 | 25 | 42 | -17 |
|  | 16.  | Sanmartinese    | 14 | 30 | 2  | 10 | 18 | 24 | 57 | -33 |

Legenda:
      Promosso in Serie D 1969-1970.
      Retrocesso in Seconda Categoria 1969-1970.
Regolamento:
Due punti a vittoria, uno a pareggio, zero a sconfitta.
Pari merito in caso di pari punti.
Differenza reti in caso di pari merito in zona retrocessione per decidere la squadra retrocedenda.

## Marche

### Girone A

#### Squadre partecipanti
| Squadra               | Città (provincia)              | Stagione precedente |
| --------------------- | ------------------------------ | ------------------- |
| M.A.S. Andreanelli    | Ancona                         |                     |
| A.S. Biagio Nazzaro   | Chiaravalle (AN)               |                     |
| Pol. Cagliese         | Cagli (PS)                     |                     |
| S.S. Collemar         | Collemarino di Ancona          |                     |
| A.S. Cupramontana     | Cupramontana (AN)              |                     |
| S.S. Durantina        | Urbania (PS)                   |                     |
| U.S. Falco            | Acqualagna (PS)                |                     |
| A.S. Falconarese      | Falconara Marittima (AN)       |                     |
| S.S. Forsempronese    | Fossombrone (PS)               |                     |
| Gherardi Jesi         | Jesi (AN)                      |                     |
| U.S. Junior           | Ancona                         |                     |
| U.S. Metaurense       | Calcinelli di Saltara (PS)     |                     |
| S.S. Moie             | Moie di Maiolati Spontini (AN) |                     |
| S.S. Olimpia          | Ostra Vetere (AN)              |                     |
| S.S. Pian San Lazzaro | Ancona                         |                     |
| U.S. Vigor Senigallia | Senigallia (AN)                |                     |

#### Classifica finale
|  | Pos. | Squadra           | Pt | G  | V  | N  | P  | GF | GS | DR  |
|  | ---- | ----------------- | -- | -- | -- | -- | -- | -- | -- | --- |
|  | 1.   | Vigor Senigallia  | 47 | 30 | 20 | 7  | 3  | 67 | 22 | +45 |
|  | 2.   | Forsempronese     | 46 | 30 | 18 | 10 | 2  | 39 | 19 | +30 |
|  | 3.   | Cupramontana      | 39 | 30 | 15 | 9  | 6  | 58 | 25 | +33 |
|  | 4.   | Falconarese       | 39 | 30 | 15 | 9  | 6  | 30 | 22 | +8  |
|  | 5.   | Falco             | 37 | 30 | 13 | 11 | 6  | 44 | 23 | +21 |
|  | 6.   | Biagio Nazzaro    | 37 | 30 | 13 | 11 | 6  | 44 | 33 | +11 |
|  | 7.   | Metaurense        | 34 | 30 | 13 | 8  | 9  | 49 | 29 | +20 |
|  | 8.   | Moie              | 34 | 30 | 13 | 8  | 9  | 39 | 33 | +6  |
|  | 9.   | Durantina         | 31 | 30 | 11 | 9  | 10 | 25 | 28 | -3  |
|  | 10.  | Gherardi Jesi     | 27 | 30 | 11 | 5  | 14 | 34 | 42 | -8  |
|  | 11.  | Junior            | 27 | 30 | 10 | 7  | 13 | 34 | 43 | -9  |
|  | 12.  | Piano San Lazzaro | 20 | 30 | 4  | 12 | 14 | 24 | 42 | -18 |
|  | 13.  | Collemar          | 19 | 30 | 5  | 9  | 16 | 32 | 53 | -21 |
|  | 14.  | Olimpia           | 18 | 30 | 6  | 6  | 18 | 21 | 48 | -27 |
|  | 15.  | Cagliese          | 18 | 30 | 3  | 12 | 15 | 16 | 45 | -29 |
|  | 16.  | Enzo Andreanelli  | 7  | 30 | 1  | 5  | 24 | 18 | 77 | -59 |

Legenda:
      Promosso in Serie D 1969-1970.
      Retrocesso in Prima Categoria 1969-1970.
Regolamento:
Due punti a vittoria, uno a pareggio, zero a sconfitta.
Pari merito in caso di pari punti.
Differenza reti in caso di pari merito in zona retrocessione per decidere la squadra retrocedenda.
- Le classificate dal 2º al 8º posto sono ammesse al nuovo campionato di Promozione.

### Girone B

#### Squadre partecipanti
| Squadra                  | Città (provincia)        | Stagione precedente |
| ------------------------ | ------------------------ | ------------------- |
| Atletico Porto d'Ascoli  | Porto d'Ascoli (AP)      |                     |
| G.S. Castelfidardo       | Castelfidardo (AN)       |                     |
| Pol. Cherubini           | Civitanova Marche (MC)   |                     |
| A.S. Cuprense            | Cupra Marittima (AP)     |                     |
| S.S. Ennio Passamonti    | Camerino (MC)            |                     |
| Giorgiana                | Macerata                 |                     |
| S.S. Montegranaro Calcio | Montegranaro (AP)        |                     |
| S.P. Offida              | Offida (AP)              |                     |
| U.S. Osimana             | Osimo (AN)               |                     |
| S.S. Portorecanati       | Porto Recanati (MC)      |                     |
| S.S. Potenza Picena      | Potenza Picena (MC)      |                     |
| S.S. Pro Calcio Ascoli   | Ascoli Piceno            |                     |
| U.S. Recanatese          | Recanati (MC)            |                     |
| S.S. Robur               | Grottammare (AP)         |                     |
| U.S. Sangiorgese         | Porto San Giorgio (AP)   |                     |
| S.S. Settempeda          | San Severino Marche (MC) |                     |

#### Classifica finale
|  | Pos. | Squadra                 | Pt | G  | V  | N  | P  | GF | GS | DR  |
|  | ---- | ----------------------- | -- | -- | -- | -- | -- | -- | -- | --- |
|  | 1.   | Sangiorgese             | 49 | 30 | 23 | 3  | 4  | 59 | 16 | +43 |
|  | 2.   | Portorecanati           | 41 | 30 | 18 | 5  | 7  | 51 | 30 | +21 |
|  | 3.   | Ennio Passamonti        | 40 | 30 | 18 | 4  | 8  | 60 | 33 | +27 |
|  | 4.   | Castelfidardo           | 38 | 30 | 15 | 8  | 7  | 35 | 19 | +16 |
|  | 5.   | Robur                   | 33 | 30 | 10 | 13 | 7  | 27 | 25 | +2  |
|  | 6.   | Osimana                 | 33 | 30 | 10 | 13 | 7  | 31 | 31 | 0   |
|  | 7.   | Cuprense                | 32 | 30 | 13 | 6  | 11 | 43 | 39 | +4  |
|  | 8.   | Recanatese              | 30 | 30 | 10 | 10 | 10 | 32 | 29 | +3  |
|  | 9.   | Atletico Porto d'Ascoli | 29 | 30 | 10 | 9  | 11 | 45 | 40 | +5  |
|  | 10.  | Settempeda              | 29 | 30 | 10 | 9  | 11 | 45 | 39 | +6  |
|  | 11.  | Cherubini               | 28 | 30 | 9  | 10 | 11 | 27 | 32 | -5  |
|  | 12.  | Pro Calcio Ascoli       | 28 | 30 | 9  | 10 | 11 | 27 | 32 | -5  |
|  | 13.  | Montegranaro Calcio     | 25 | 30 | 8  | 9  | 13 | 29 | 43 | -14 |
|  | 14.  | Offida                  | 21 | 30 | 6  | 9  | 15 | 24 | 37 | -13 |
|  | 15.  | Giorgiana               | 18 | 30 | 5  | 8  | 17 | 24 | 48 | -24 |
|  | 16.  | Potenza Picena          | 7  | 30 | 0  | 7  | 23 | 6  | 74 | -68 |

Legenda:
      Promosso in Serie D 1969-1970.
      Retrocesso in Prima Categoria 1969-1970.
Regolamento:
Due punti a vittoria, uno a pareggio, zero a sconfitta.
Pari merito in caso di pari punti.
Differenza reti in caso di pari merito in zona retrocessione per decidere la squadra retrocedenda.
- Le classificate dal 2º al 7º posto sono ammesse al nuovo campionato di Promozione.

## Abruzzo

### Aggiornamenti
Le squadre molisane sono aggregate al Comitato Regionale Campano.

A causa delle notevoli distanze chilometriche al Termoli fu concessa la partecipazione ai campionati gestiti dal Comitato Regionale Abruzzese.

### Girone A

#### Squadre partecipanti
| Squadra                | Città (provincia)         | Stagione precedente |
| ---------------------- | ------------------------- | ------------------- |
| A.S. Atessa Calcio     | Atessa (CH)               |                     |
| S.P. Atri              | Atri (TE)                 |                     |
| A.S. Casoli            | Casoli (CH)               |                     |
| A.S. Città Sant'Angelo | Città Sant'Angelo (PE)    |                     |
| S.S. Francavilla       | Francavilla al Mare (CH)  |                     |
| A.S. Guardiagrele      | Guardiagrele (CH)         |                     |
| A.S. Mosciano          | Mosciano Sant'Angelo (TE) |                     |
| G.S. Nino Mezzanotte   | Pescara                   |                     |
| A.C. Ortona            | Ortona (CH)               |                     |
| A.S. Penne             | Penne (PE)                |                     |
| Pescara Portanuova     | Pescara                   |                     |
| S.P. Rosetana          | Roseto degli Abruzzi (TE) |                     |
| U.S. Sanvitese         | San Vito Chietino (CH)    |                     |
| S.P. Silvi Calcio      | Silvi Marina (TE)         |                     |
| U.S. Termoli           | Termoli (CB)              |                     |
| U.S. Ursus Pescara     | Pescara                   |                     |

#### Classifica finale
|  | Pos. | Squadra            | Pt       | G  | V  | N  | P  | GF | GS | DR  |
|  | ---- | ------------------ | -------- | -- | -- | -- | -- | -- | -- | --- |
|  | 1.   | Città Sant'Angelo  | 44       | 28 | 18 | 8  | 2  | 52 | 18 | +34 |
|  | 2.   | Termoli            | 43       | 28 | 18 | 7  | 3  | 57 | 13 | +44 |
|  | 3.   | Nino Mezzanotte    | 41       | 28 | 16 | 9  | 3  | 56 | 27 | +29 |
|  | 4.   | Casoli             | 34       | 28 | 12 | 10 | 6  | 29 | 26 | +3  |
|  | 5.   | Rosetana           | 32       | 28 | 11 | 10 | 7  | 43 | 29 | +14 |
|  | 6.   | Silvi Calcio       | 28       | 28 | 10 | 8  | 10 | 33 | 34 | -1  |
|  | 7.   | Sanvitese          | 26       | 28 | 8  | 10 | 10 | 38 | 35 | +3  |
|  | 8.   | Ursus Pescara      | 25       | 28 | 8  | 9  | 11 | 33 | 42 | -9  |
|  | 9.   | Atri               | 24       | 28 | 8  | 8  | 12 | 21 | 26 | -5  |
|  | 10.  | Pescara Portanuova | 24       | 28 | 8  | 8  | 12 | 29 | 37 | -8  |
|  | 11.  | Penne              | 22       | 28 | 6  | 10 | 12 | 26 | 46 | -20 |
|  | 12.  | Mosciano           | 21       | 28 | 6  | 9  | 13 | 26 | 39 | -13 |
|  | 13.  | Atessa Calcio      | 21       | 28 | 6  | 9  | 13 | 25 | 43 | -18 |
|  | 14.  | Francavilla        | 19       | 28 | 6  | 7  | 15 | 29 | 41 | -12 |
|  | 15.  | Guardiagrele       | 14       | 28 | 4  | 6  | 18 | 17 | 56 | -39 |
|  | 16.  | Ortona             | Ritirato |    |    |    |    |    |    |     |

Legenda:
      Ammesso allo spareggio promozione.
      Retrocesso in Seconda Categoria 1969-1970.
      Ritirato dal campionato e retrocesso.
Regolamento:
Due punti a vittoria, uno a pareggio, zero a sconfitta.
Pari merito in caso di pari punti.
Differenza reti in caso di pari merito in zona retrocessione per decidere la squadra retrocedenda.

### Girone B

#### Squadre partecipanti
| Squadra                 | Città (provincia)          | Stagione precedente |
| ----------------------- | -------------------------- | ------------------- |
| A.C.L.I. L'Aquila       | L'Aquila                   |                     |
| Aquilorione             | Avezzano (AQ)              |                     |
| G.S. Bussi              | Bussi sul Tirino (PE)      |                     |
| Pol. C.E.P.             | Castel di Sangro (AQ)      |                     |
| A.S. Castelvecchio      | Castelvecchio Subequo (AQ) |                     |
| Pol. Cepagatti          | Cepagatti (PE)             |                     |
| U.S. Chieti Scalo       | Chieti                     |                     |
| A.S. Cliternum          | Celano (AQ)                |                     |
| S.S. Montesilvano       | Montesilvano (PE)          |                     |
| S.C. Montorio           | Montorio al Vomano (TE)    |                     |
| Pol. Oratoriana         | L'Aquila                   |                     |
| G.S. Pizzoli            | Pizzoli (AQ)               |                     |
| A.S. Popoli             | Popoli (PE)                |                     |
| Pol. Sagittario Pratola | Pratola Peligna (AQ)       |                     |
| S.S. Sulmona            | Sulmona (AQ)               |                     |
| A.S. Teramo             | Teramo                     |                     |

#### Classifica finale
|  | Pos. | Squadra            | Pt | G  | V  | N  | P  | GF | GS | DR  |
|  | ---- | ------------------ | -- | -- | -- | -- | -- | -- | -- | --- |
|  | 1.   | Teramo             | 54 | 30 | 24 | 6  | 0  | 83 | 11 | +72 |
|  | 2.   | Sulmona            | 43 | 30 | 18 | 7  | 5  | 53 | 25 | +28 |
|  | 3.   | Sagittario Pratola | 40 | 29 | 17 | 6  | 6  | 49 | 29 | +20 |
|  | 4.   | Montorio           | 38 | 30 | 15 | 8  | 7  | 47 | 26 | +21 |
|  | 5.   | Cepagatti          | 37 | 30 | 15 | 7  | 8  | 49 | 35 | +14 |
|  | 6.   | Montesilvano       | 35 | 30 | 13 | 9  | 8  | 34 | 34 | 0   |
|  | 7.   | Chieti Scalo       | 32 | 29 | 13 | 6  | 10 | 40 | 37 | +3  |
|  | 8.   | Oratoriana         | 30 | 28 | 11 | 8  | 9  | 33 | 36 | -3  |
|  | 9.   | Aquilorione        | 26 | 30 | 8  | 10 | 12 | 29 | 40 | -11 |
|  | 10.  | Pizzoli            | 23 | 30 | 8  | 7  | 15 | 33 | 43 | -10 |
|  | 11.  | Castelvecchio      | 22 | 30 | 8  | 6  | 16 | 22 | 51 | -29 |
|  | 12.  | Popoli             | 21 | 30 | 6  | 9  | 15 | 29 | 43 | -14 |
|  | 13.  | Cliternum          | 21 | 30 | 7  | 7  | 16 | 35 | 55 | -20 |
|  | 14.  | C.E.P.             | 20 | 29 | 9  | 2  | 18 | 28 | 45 | -17 |
|  | 15.  | Bussi              | 20 | 29 | 9  | 2  | 18 | 27 | 54 | -27 |
|  | 16.  | A.C.L.I. L'Aquila  | 12 | 30 | 2  | 8  | 20 | 17 | 45 | -28 |

Legenda:
      Ammesso allo spareggio promozione.
      Retrocesso in Seconda Categoria 1969-1970.
Regolamento:
Due punti a vittoria, uno a pareggio, zero a sconfitta.
Pari merito in caso di pari punti.
Differenza reti in caso di pari merito in zona retrocessione per decidere la squadra retrocedenda.
Note:
Mancano i risultati di 3 partite di recupero.

#### Spareggi per l'ammissione alla Serie D
|                   | Risultato |                   | Luogo e data                     |
| ----------------- | --------- | ----------------- | -------------------------------- |
| Teramo            | 0 - 0     | Città Sant’Angelo | Teramo, 1º giugno 1969           |
|                   |           |                   |                                  |
| Città Sant’Angelo | 1 - 0     | Teramo            | Città Sant'Angelo, 8 giugno 1969 |
|                   |           |                   |                                  |

- Città Sant'Angelo promosso in Serie D 1967-1968.
- Teramo successivamente ammesso in Serie D 1967-1968 per delibera della LNSP.

## Sicilia

### Girone A

#### Squadre partecipanti
| Squadra              | Città (provincia)            | Stagione precedente |
| -------------------- | ---------------------------- | ------------------- |
| Pol. A.M.A.T.        | Palermo                      |                     |
| A.C. Bacigalupo      | Palermo                      |                     |
| U.S. Bollara Sciacca | Sciacca (AG)                 |                     |
| A.S. Canicattì       | Canicattì (AG)               |                     |
| U.S. Castellammare   | Castellammare del Golfo (TP) |                     |
| U.S. Empedoclina     | Porto Empedocle (AG)         |                     |
| Pol. Entello         | Erice (TP)                   |                     |
| Esakalsa             | Palermo                      |                     |
| Pol. Licata          | Licata (AG)                  |                     |
| C.S. Lipari          | Lipari (ME)                  |                     |
| U.S. Mazara          | Mazara del Vallo (TP)        |                     |
| U.S. Misilmeri       | Misilmeri (PA)               |                     |
| Pol. Partinicaudace  | Partinico (PA)               |                     |
| A.S. Ribera          | Ribera (AG)                  |                     |
| Stella Rossa         | Bagheria (PA)                |                     |
| A.S. Termitana       | Termini Imerese (PA)         |                     |

#### Classifica finale
|  | Pos. | Squadra         | Pt | G  | V  | N  | P  | GF | GS | DR  |
|  | ---- | --------------- | -- | -- | -- | -- | -- | -- | -- | --- |
|  | 1.   | Canicattì       | 50 | 30 | 21 | 8  | 1  | 55 | 16 | +39 |
|  | 2.   | Mazara          | 46 | 30 | 19 | 8  | 3  | 50 | 19 | +31 |
|  | 3.   | AMAT Palermo    | 37 | 30 | 13 | 11 | 6  | 44 | 27 | +17 |
|  | 4.   | Licata          | 36 | 30 | 14 | 8  | 8  | 31 | 21 | +10 |
|  | 5.   | Ribera          | 34 | 30 | 11 | 12 | 7  | 46 | 25 | +21 |
|  | 6.   | Lipari          | 31 | 30 | 12 | 7  | 11 | 44 | 35 | +9  |
|  | 7.   | Castellammare   | 30 | 30 | 12 | 6  | 12 | 41 | 32 | +9  |
|  | 8.   | Esakalsa        | 29 | 30 | 8  | 13 | 9  | 33 | 41 | -8  |
|  | 9.   | Bacigalupo      | 26 | 30 | 8  | 10 | 12 | 34 | 39 | -5  |
|  | 9.   | Empedoclina     | 26 | 30 | 7  | 12 | 11 | 20 | 32 | -12 |
|  | 11.  | Entello         | 25 | 30 | 5  | 15 | 10 | 21 | 31 | -10 |
|  | 11.  | Partinicaudace  | 25 | 30 | 9  | 7  | 14 | 32 | 40 | -8  |
|  | 13.  | Termitana       | 23 | 30 | 7  | 9  | 14 | 21 | 43 | -22 |
|  | 13.  | Stella Rossa    | 23 | 30 | 8  | 7  | 15 | 27 | 49 | -22 |
|  | 15.  | Misilmeri       | 20 | 30 | 5  | 10 | 15 | 17 | 37 | -20 |
|  | 16.  | Bollara Sciacca | 19 | 30 | 4  | 11 | 15 | 15 | 44 | -29 |

Legenda:
      Promosso in Serie D 1969-1970.
      Retrocesso in Seconda Categoria 1969-1970.
Regolamento:
Due punti a vittoria, uno a pareggio, zero a sconfitta.
Pari merito in caso di pari punti.
Differenza reti in caso di pari merito in zona retrocessione per decidere la squadra retrocedenda.

### Girone B

#### Squadre partecipanti
| Squadra                  | Città (provincia)              | Stagione precedente |
| ------------------------ | ------------------------------ | ------------------- |
| A.S. Aurora              | Calatabiano (CT)               |                     |
| U.S. Avola               | Avola (SR)                     |                     |
| C.U.S. Messina           | Messina                        |                     |
| Pol. Carlentini          | Carlentini (SR)                |                     |
| A.S. Fiumefreddo         | Fiumefreddo di Sicilia (CT)    |                     |
| S.S. Giarre              | Giarre (CT)                    |                     |
| S.S. Leonzio             | Lentini (SR)                   |                     |
| Pol. Megara Augusta      | Augusta (SR)                   |                     |
| S.S. Milazzo             | Milazzo (ME)                   |                     |
| A.S. Nuova Igea          | Barcellona Pozzo di Gotto (ME) |                     |
| Olimpic Acireale         | Acireale (CT)                  |                     |
| A.C. Palazzolo           | Palazzolo Acreide (SR)         |                     |
| U.S. Rosolini            | Rosolini (SR)                  |                     |
| A.S. Tauromenium         | Taormina (ME)                  |                     |
| Pol. Villafranca Tirrena | Villafranca Tirrena (ME)       |                     |
| C.C. Vittoria            | Vittoria (RG)                  |                     |

#### Classifica finale
|  | Pos. | Squadra             | Pt | G  | V  | N  | P  | GF | GS | DR  |
|  | ---- | ------------------- | -- | -- | -- | -- | -- | -- | -- | --- |
|  | 1.   | Leonzio             | 51 | 30 | 22 | 7  | 1  | 68 | 20 | +48 |
|  | 2.   | Palazzolo           | 38 | 30 | 16 | 6  | 8  | 50 | 35 | +15 |
|  | 3.   | Milazzo             | 36 | 30 | 13 | 10 | 7  | 35 | 37 | -2  |
|  | 3.   | Megara Augusta      | 36 | 30 | 12 | 12 | 6  | 33 | 21 | +12 |
|  | 5.   | Giarre              | 32 | 30 | 10 | 12 | 8  | 42 | 31 | +11 |
|  | 6.   | Villafranca Tirrena | 30 | 30 | 10 | 10 | 10 | 43 | 46 | -3  |
|  | 6.   | Aurora              | 30 | 30 | 10 | 10 | 10 | 38 | 33 | +5  |
|  | 6.   | Carlentini (-1)     | 30 | 30 | 12 | 7  | 11 | 39 | 44 | -5  |
|  | 9.   | Avola               | 29 | 30 | 8  | 13 | 9  | 41 | 31 | +10 |
|  | 10.  | Rosolini            | 27 | 30 | 11 | 5  | 14 | 26 | 25 | +1  |
|  | 11.  | Olimpic Acireale    | 26 | 30 | 10 | 6  | 14 | 30 | 38 | -8  |
|  | 11.  | Nuova Igea (-1)     | 26 | 30 | 9  | 9  | 12 | 25 | 28 | -3  |
|  | 13.  | Tauromenium         | 25 | 30 | 9  | 7  | 14 | 40 | 54 | -14 |
|  | 14.  | Fiumefreddo         | 24 | 30 | 6  | 12 | 12 | 27 | 37 | -10 |
|  | 15.  | Vittoria (-6)       | 20 | 30 | 11 | 4  | 15 | 34 | 43 | -9  |
|  | 16.  | C.U.S. Messina      | 12 | 30 | 3  | 6  | 21 | 18 | 66 | -48 |

Legenda:
      Promosso in Serie D 1969-1970.
      Retrocesso in Seconda Categoria 1969-1970.
Regolamento:
Due punti a vittoria, uno a pareggio, zero a sconfitta.
Pari merito in caso di pari punti.
Differenza reti in caso di pari merito in zona retrocessione per decidere la squadra retrocedenda.
Note:
Carlentini e Nuova Igea hanno scontato 1 punto di penalizzazione in classifica per una rinuncia.
Vittoria penalizzato di 6 punti in classifica.

### Libri
- Annuario 1968-1969, F.I.G.C., Sede Federale, Via Gregorio Allegri 14 - Roma, conservato presso le principali Biblioteche Nazionali Italiane: Biblioteca Nazionale Centrale di Firenze, Biblioteca Nazionale Centrale di Roma e la Biblioteca Statale di Cremona (in Via Ugolani Dati).
- La storia del Nettuno Calcio di Silvano Casaldi - Cicconi Editore.
- Storia del calcio teramano (1913-1983) di Elso Simone Serpentini - Ediz. Radio Teramo In (1983).
- Antenisco Gianotti, Sergio Braghini e Lucio Gerlin, Almanacco del calcio regionale Trentino Alto Adige, Edizioni G & G, stampa Tipografia.
- Rossoblù - i protagonisti, le sfide, i momenti memorabili del Gubbio di Gianluca Sannipoli - Ed. L'Arte Grafica.
- Parma 100 di Carlo Fontanelli e Michele Tagliavini - Geo Edizioni.
- Giulio Schillaci, Almanacco storico del calcio siciliano.
- Pasquale de Nicola, L'Orgoglio e la passione bianconera - Storia, immagini, documenti del calcio rionerese dal 1920 al 2000, Atella, Litostampa Ottaviano, 2007.

### Giornali
- Archivio della Gazzetta dello Sport, anni 1968 e 1969, consultabile presso le Biblioteche:
  - Biblioteca Nazionale Braidense di Milano;
  - Biblioteca Nazionale Centrale di Firenze;
  - Biblioteca Nazionale Centrale di Roma;
  - Biblioteca Civica Berio di Genova;
  - e presso Emeroteca del C.O.N.I. di Roma (non è online ma è da consultare in sede).